# Steph Catley
Stephanie-Elise Catley (ur. 26 stycznia 1994 w Melbourne) – australijska piłkarka występująca na pozycji obrończyni w angielskim klubie Arsenal oraz w reprezentacji Australii. Wychowanka Sandringham, w trakcie swojej kariery grała także w takich zespołach, jak Melbourne Victory, Portland Thorns, Melbourne City, Orlando Pride oraz Reign.